# Cremnomymar
Cremnomymar is een geslacht van vliesvleugeligen uit de familie Mymaridae. De wetenschappelijke naam van dit geslacht is voor het eerst geldig gepubliceerd in 1952 door Ogloblin.

## Soorten
Het geslacht Cremnomymar omvat de volgende soorten:
- Cremnomymar alticola Ogloblin, 1957
- Cremnomymar fernandezi Ogloblin, 1952
- Cremnomymar imperfectus Ogloblin, 1952
- Cremnomymar nigriclavus Ogloblin, 1957